# Robert Estienne

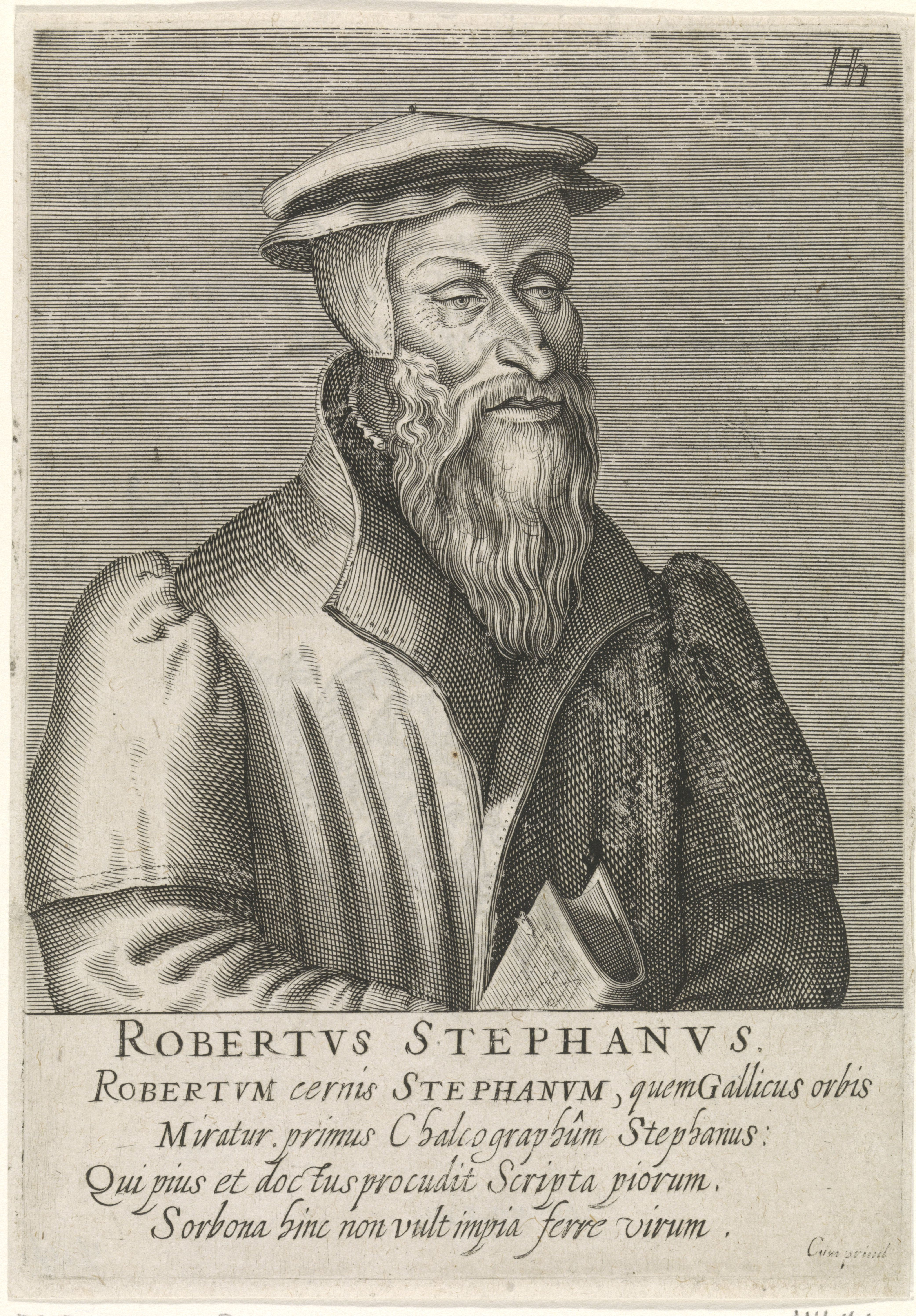
Robert Estienne

Robert Estienne (auch Robert Etienne oder latinisiert Robertus Stephanus, * 1499 oder 1503 in Paris; † 7. September 1559 in Genf) war ein französischer Druckhandwerker, Verleger und Lexikograph.

## Sein Leben in Paris

### Die Anfänge der Estienne-Druckerei
Roberts Estiennes Vater Henry Estienne heiratete vermutlich 1501 Guyone Viart, die Witwe des aus Meißen stammenden John Higman, der in Paris erfolgreich eine Druckerei in der Rue Jean-de-Beauvais etabliert hatte und mit dessen Partner Wolfgang Hopyl Henry bereits zusammengearbeitet hatte.
1504/05 übernahm Henry Estienne, der gerade als ausgebildeter Drucker die Universität verlassen hatte, die Druckerei, die im folgenden Jahrhundert durch zahlreiche seiner Nachkommen, angefangen bei Robert Estienne, weitergeführt werden würde. Im 16. Jahrhundert war diese Straße im Quartier Latin einer der Hauptkanäle des Pariser Universitätstreibens. Die Weiterführung einer Firma durch eine erneute Heirat war zu dieser Zeit nicht unüblich, wenn die Erben des Verstorbenen noch nicht geschäftsfähig waren.
Aus der Ehe zwischen Henry Estienne und Guyone Viart gingen die drei Söhne Francis, Robert, Charles sowie die Tochter Nicole Estienne hervor. Nachdem Henry Estienne 1520 gestorben war, heiratete Viart den erfolgreichen Geschäftsmann und Druckhandwerker Simon de Colines, mit dem Robert Estienne daraufhin eng zusammenarbeitete.
1526 wurde die Druckerei für die beiden hoch talentierten Handwerker zu eng, und Simon de Colines beschloss, innerhalb des Quartiers umzuziehen. Robert Estienne hingegen führte die Druckerei seines Vaters in der Rue Jean-de-Beauvais weiter. Er benutzte nun seinen eigenen Namen und ein selbst gewähltes Drucksymbol, den Olivenbaum mit der Inschrift „Noli altum sapere sed time“ („Seid nicht hochmütig, sondern fürchtet euch!“), eine Anspielung auf das elfte Kapitel des Römerbriefs.
Mit der Trennung der Geschäftsbeziehung zu Simon de Colines hatte Robert Estienne, gerade ausgebildet und geschäftsfähig, es allerdings zunächst schwer, sein eigenes Druckgewerbe zu etablieren. 1526 heiratet Robert daraufhin die reiche und gelehrte Perette, Tochter des Druckers Jodocus Badius, der bereits zu Henry Estienne Kontakt gepflegt hatte. Aus der Ehe mit Perette gingen insgesamt zehn Kinder hervor.

### Produktion und Vermarktung
Robert Estienne hatte seine erste Druckpresse zweifellos von seinem Vater Henry Estienne geerbt, er schaffte sich im Laufe seiner Druckerkarriere in Paris allerdings vermutlich vier bis fünf weitere an. Weiterhin erbte Robert die Schrifttypen seines Vaters und nutzte diese für seine ersten eigenen Drucke. Die Qualität seiner Druckarbeiten war ein Resultat aus dem aufwändigen Design seiner Lettern, der Intelligenz, mit der er sie einsetzte, und dem Geschmack, sie zu arrangieren. Die Genauigkeit seiner Druckarbeiten, die feine Qualität seines Papiers und die klassischen Proportionen der Seitenränder seiner Bücher haben ihn zu einem Meister des Druckwesens im 16. Jahrhundert werden lassen. Er bildete verschiedene Varianten seines Olivenbaum-Symbols ab, verzichtete weiterhin aber fast vollständig auf Verzierungen. Die weitgehend einzige Dekoration in seinen Büchern blieben die geschmackvoll verzierten Initialen.
Robert Estienne war nicht nur der Drucker, der ein Buch druckte, sondern auch der Verleger, der dafür bezahlte, und der Buchhändler, der es verkaufte. Zahlreiche seiner Druckausgaben versah er mit Kommentaren und Vorworten. Wie kein anderer Gelehrter der Zeit richtet sich Estienne darin an die Leserschaft. Die Titelseite nutzte Estienne nicht selten für subtile Reklamezwecke, aber im Gegensatz zu älteren Publizisten nicht im Sinne einer plumpen Kaufaufforderung. Bei Büchern, die sich bereits in Umlauf befanden, notierte er beispielsweise sämtliche Vorteile, die genau seine Edition mit sich brachte: Überarbeitungen oder Zusätze des Autors, Notizen, Verbesserungen, Kommentare von berühmten Gelehrten oder die Bereitstellung eines Registers oder eines Glossars. Handelte es sich um ein neues Werk, so nahm er oftmals sämtliche Titel auf, die der Autor für ein Werk vorgesehen hatte. Weiterhin druckte er Widmungen ab, wenn diese besonders erwähnenswert waren und sie sich beispielsweise an den König richteten.

### Familie und Beziehung zu anderen Autoren
Möglicherweise wurde Robert Estienne wegen seiner Arbeit permanent von verschiedenen Gelehrten umgeben, die auf Grund ihrer entfernten Wohnorte im Hause Estienne unterkamen und sich untereinander auf Latein verständigten. Selbst die liberal erzogenen Kinder sprachen mit dem Vater nur Latein, welches sie zuhause seit ihrer Geburt wie ihre zweite Muttersprache aufsogen. Dies führte so weit, dass Estienne von seinem Sohn Henri darum gebeten wurde, statt des Lateinunterrichts lieber Griechischstunden erteilt zu bekommen, weil er das Lateinische bereits hinlänglich beherrschte.
Nur zu wenigen zeitgenössischen Humanisten existierte von Seiten Estiennes eine nennenswerte Verleger-Autoren-Beziehung. Zwei dieser wenigen waren beispielsweise Mathurin Cordier und Guillaume Budé, mit dem Estienne vor allem der Humanismus und der Hellenismus verband. Für Budé publizierte Estienne 1544 das Werk Forensia mit dem königlichen Privileg. Gelehrsamkeit und Geschäftssinn verhalfen Robert Estienne zu viel Ruhm und machten ihn weitgehend unabhängig von universitären und privaten Aufträgen.

## Der gelehrte Drucker

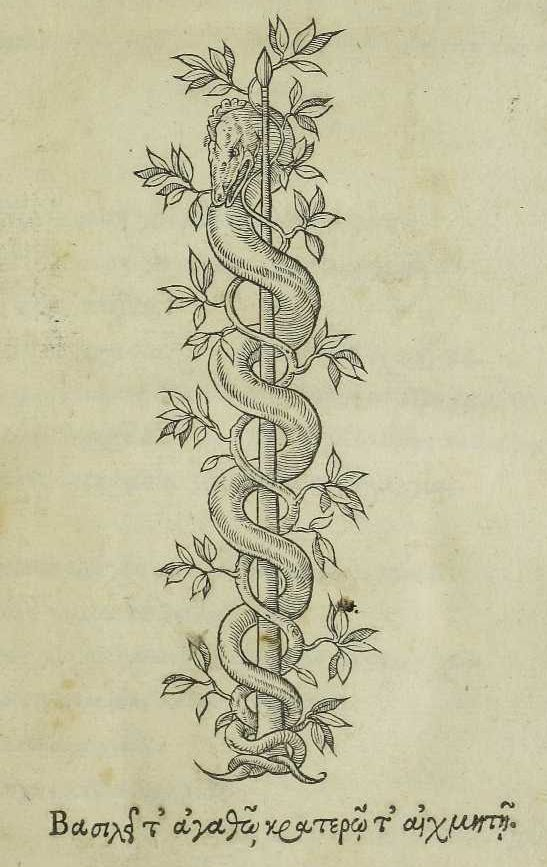
Typographische Marke von Robert Estienne

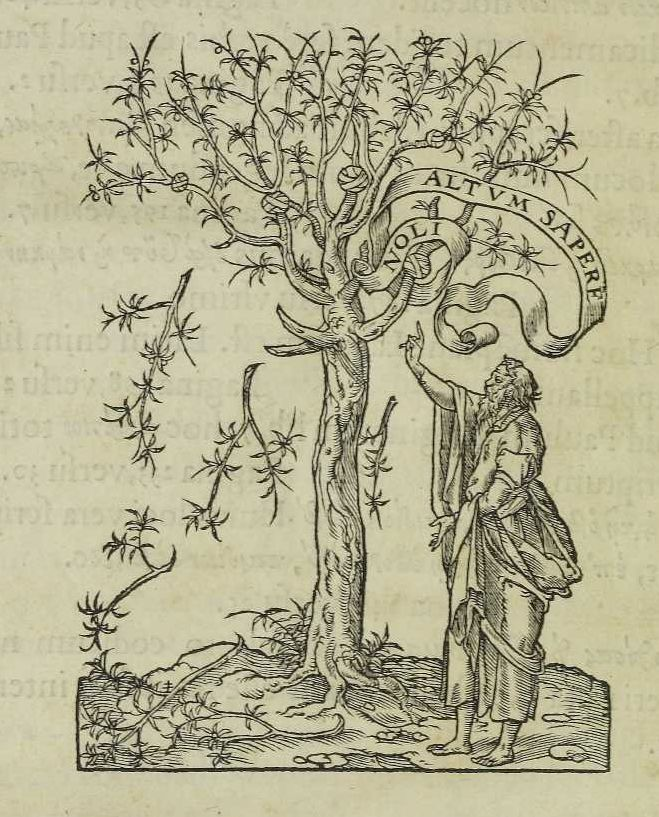
Typographische Marke von Robert Estienne

### Die lateinische Bibel
Seit 1523 veröffentlichte Estienne zahlreiche Bibel-Ausgaben, die oft mit Vorworten, Kommentaren, Glossaren und Indices ergänzt waren. Das Besondere seiner Arbeit bestand darin, dass er sich nicht mit einem bloßen Nachdruck bestehender Werke zufriedengab, sondern für seine Texte zahlreiche Handschriften und Drucke kollationierte. Seine eigenen Vulgata-Ausgaben hatte er in mühevoller Vorarbeit immer wieder mit den Handschriften verglichen, die er unter anderem in den Bibliotheken von Saint-Germain und Saint-Denis sowie der Sorbonne fand. Bei der Arbeit an der lateinischen Bibel waren ihm zwei Dinge besonders wichtig: Zum einen der Anspruch an eine Rekonstruktion des Bibeltextes, wie ihn Hieronymus hinterlassen hatte, und zum anderen eine Ausweitung der Erklärungen, um die Bibel-Ausgabe auch dem durchschnittlich gebildeten Leser verständlich zu machen.

### DerThesaurus linguae latinae
Als eine seiner frühesten Publikationen brachte Robert Estienne am 27. September 1526 ein Werk des antiken Dichters Terenz heraus. Bereits 1528 baten ihn seine Kunden um eine neuere und geprüfte Ausgabe des damals gängigsten Latein-Wörterbuchs, das 1502 von Ambrosius Calepinus erschienen war. Estienne war stets darum bemüht, die Wünsche des Käufers zu erfüllen. Allerdings fand er, dass die Edition von Calepinus als Basis für eine Überarbeitung zu viele grundlegende Fehler enthielt, also hierfür unbrauchbar war, und er lehnte es ab, das Buch zu überarbeiten. Laut Estienne wies das Werk zu viele schlechte Lateinübersetzungen auf, und essentielle Begriffe würden fehlen. Daraufhin wurde er angehalten, ein eigenes Latein-Wörterbuch zu verfassen. Er versuchte, für dieses Projekt alle ihm bekannten Gelehrten zu engagieren, konnte ihnen aber keine Bezahlung versprechen. Keiner der Angefragten sagte zu, aus Furcht vor dem Umfang des Projekts oder wegen eigener Verpflichtungen. Daraufhin stellte Estienne fortan alle anderen Publikationen hinter die Arbeit an dem neuen Wörterbuch. Hierfür recherchierte er vor allem in den Schriften von Terenz und Titus Maccius Plautus, in den Tragödien Senecas, in antiken Komödien und in anderer lateinischer Literatur, worin er unzählige Markierungen und Notizen hinterließ und aus denen er alle wichtigen Begriffe in eine alphabetische Reihenfolge brachte. Für seinen Thesaurus linguae latinae verwertete er die Schriften von insgesamt 32 lateinischer Autoren. Zusätzlich schrieb er selbst Texte, die er vielfach von Gelehrten kontrollieren ließ.
Der Thesaurus ist das erste lateinische Sprachwörterbuch, das auf Eigennamen verzichtet. Dies begründete Estienne in seinem Vorwort damit, dass er die Ausgabe nicht durch die Zugabe von Eigennamen umfangreicher und dadurch zu teuer machen wollte. Später verfasste er zwei lateinische Wörterbücher, die nur Eigennamen enthalten, das Hebrae, chaldaea, graeca et latina nomina virorum…qua in Biblis leguntur (1537) sowie das Dictionarium propriorum nominum (1541)
Um auch von durchschnittlich Gebildeten verstanden zu werden, gab Estienne allerdings kein rein lateinsprachiges Wörterbuch heraus, sondern gab Erklärungen in französischer Sprache. Die Verwendung französischsprachiger Erklärungen in seinem Thesaurus wurde von Gelehrten allerdings so heftig kritisiert, dass Estienne diese in der späteren Auflage von 1543 komplett entfernte. Für seinen Thesaurus bekam Estienne, schon mehr als ein Jahr vor dessen Fertigstellung, am 22. März 1530 ein königliches Privileg, das den Verleger für sechs Jahre vor Nachdrucken schützte.
Am 28. September 1531 vollendete Estienne den Thesaurus linguae latinae mit 964 Seiten, die teilweise in zwei Bänden erschienen. Der Thesaurus ist ein herausragendes Resultat von Forschung und Zusammenarbeit und wurde bis ins darauf folgende Jahrhundert als Latein-Standardwerk betrachtet. Mit diesem Wörterbuch leitete Robert Estienne die moderne lateinische Lexikographie ein.
1621 beschrieb Étienne Pasquier ihn als einzigartiges Phänomen „par son Thesaurus linguae latinae qui n’eut jamais son pareil“.

### Französische und lateinische Lexikographie
Im Frankreich des 16. Jahrhunderts beschäftigten sich zahlreiche humanistische Grammatiker und Lexikographen mit der Diskrepanz zwischen Phonetik und Graphie der französischen Sprache, wobei sich hauptsächlich zwei Fronten bilden: Zum einen die Verfechter des etymologischen Prinzips, die die lateinische Herkunft der Wörter als Basis für deren Schreibweise wählen und zum anderen die Anhänger des phonetischen Prinzips, also der Verschriftlichung der Wörter gemäß ihrer Aussprache. Robert Estienne als bekennender Freund des Lateinischen versprach sich dem etymologischen Prinzip. Ihm zufolge stütze sich die auf der Etymologie basierende Schreibweise auf die Meinung der „plus sçavans de nostre langue“, die sich laut Estienne unter anderem am Pariser Hof und im Parlement de Paris finden ließen.
Alle weiteren Wörterbücher Estiennes entstanden auf der Basis seines Thesaurus. Das Konzept seines lateinisch-französischen Wörterbuchs war zwar nicht innovativ, aber es arbeitete höchst effizient mit den Prinzipien, unter denen Autoren schon vor Estienne Wörterbücher verfasst hatten. Die französischen Elemente, die bis dahin in gleichen Sätzen mit korrektem klassischen Latein benutzt wurden, wurden fast vollständig ausgesiebt. Interpretationen von Grammatikern und Kommentatoren wurden auf ihre Textkorrektheit und einzelne Wörter auf ihre Anwendbarkeit in einem bestimmten Kontext überprüft. Zitate von Grammatikern wurden von Estienne nicht nur als überflüssig betrachtet, sondern wurden zudem durch originale Aussagen klassischer Autoren ersetzt. Zudem nutzte er, wie oft zuvor als Erleichterung für den Leser, zahlreiche Beispielsätze und Idiome zur Veranschaulichung der Wörter sowie französische Übersetzungen, die besonders gebräuchlich waren.
So entstehen 1538 das Dictionarium Latino-Gallicum und 1539/40, als eigentlich simple Inversion des Dictionariums, das erste allgemeinsprachliche Wörterbuch, das vom Französischen ausging: das Dictionaire francoislatin (contenant les motz et manieres de parler francois, tournez en latin). Dies erscheint erstmals mit 9.000 Wörtern und in seiner zweiten Ausgabe 1549 mit über 13.000 Begriffen, unter denen sich unzählige Fachtermini befinden. Auch hier setzte Estienne zahlreiche Idiome und Beispielsätze, etymologische oder normative Vermerke ein.
Entgegen dem Begriff Thesaurus, das einsprachige und enzyklopädische Wörterbücher bezeichnete, wurde das Wort Dictionnaire in diesem Zusammenhang von Robert Estienne erstmals verwendet und fortan für die Benennung von zunächst zweisprachigen Wörterbüchern gebraucht.
In den 1540er Jahren publizierte Estienne einige Wörterbücher für den Schulgebrauch, so beispielsweise das Dictionariolum puerorum (1542) und das erste französisch-lateinische, allgemeinsprachliche Schulwörterbuch Les mots francois (1544).
Mit diesen beiden Wörterbüchern schuf Estienne die noch heute gültige Form des lateinischen Schulwörterbuchs. Estienne galt zu dieser Zeit als Garant für die Verbreitung des reinen, unverbrauchten Lateins.
Nachdem die erste französische Grammatik in französischer Sprache 1550 von Louis Meigret herausgegeben worden war, veröffentlichte Estienne 1557 seinen Traicte de la grammaire francoise, den er zusätzlich ins Lateinische übersetzte.
Robert Estiennes Wörterbücher bildeten für zahlreiche nachfolgende Autoren die Grundlage für zwei- oder mehrsprachige Wörterbücher der englischen, italienischen, deutschen, spanischen und flämischen Sprache.

### Ausgaben anderer Werke zwischen 1526 und 1539
In seinen ersten fünf Arbeitsjahren gab Estienne 98 Bücher heraus. 29 von diesen 98 Büchern waren klassische Lateinpublikationen, darunter beispielsweise zehn Cicero-Werke.
Die restlichen 69 Publikationen stammten von humanistischen Autoren seiner oder vorangegangener Zeit. Alle Ausgaben sind in Latein verfasst, bis auf die kurze Abhandlung La Manière de tourner les verbes.
Von all seinen Druckwerken, die zwischen 1530 und 1539 entstanden, waren 30 % klassische Lateinwerke, 50 % waren Kommentare zu diesen und Lehrwerke des Lateinischen aus humanistischer Sicht sowie 20 % Kopien früherer Werke.
In den 25 Jahren, die er in Paris verbrachte, produzierte er durchschnittlich 18 Bücher jährlich. Der für seine Karriere essentiellste Teil seiner Arbeit muss dabei die Herausgabe und der Verkauf der eigenen Werke gewesen sein.
Robert Estienne sprach über sich selbst als einen „druckenden Gelehrten“, der nichts an einem Buch außer „Mühe und Sorgfalt“ als seinen eigenen Verdienst beanspruche.

## Anstellung am königlichen Hof

### Anstellung als königlicher Drucker für Lateinisch, Hebräisch und Griechisch
Am 24. Juni 1539 wurde Robert Estienne zum Imprimeur et libraire ès lettres hebraiques et latines du Roy ernannt. Estienne war seit dem Beginn seiner Karriere als ein Spezialist im Drucken lateinischer Texte und als hervorragender Handelsmann bekannt. Die Anstellung als königlicher Drucker erhielt er aber vor allem wegen seiner hohen Stellung als Gelehrter des Lateinstudiums. Einzigartig ist, dass Estienne nie den vom Universitätskorpus vereidigten Buchhändlern, den libraires jurés, angehörte. Der höchste Titel, der an ein Mitglied des Pariser Buchhandels verliehen werden konnte, ging also an einen Mann ohne Universitätsanstellung und ohne Empfehlung von selbiger.
Nachdem Estienne für seine frühen Arbeiten in griechischer Sprache 1539 und 1540 eher schlichte Schriftarten genutzt hatte, veranlasste Franz I. 1541 Claude Garamond, eigens für Buchdrucke, die für die königliche Bibliothek bestimmt waren, neue Schrifttypen, die Grecs du Roy, anzufertigen. Diese gestalteten sich nach Vorbild der Schriften Angelo Vergecios, eines von Italien nach Paris gelangter Kreters.
Die Druckserie mit den Grecs du Roy begann Estienne 1544 mit Demonstratio evangelica von Eusebius von Caesarea, in denen er sich als typographus regius verewigt. Tatsächlich ist die offizielle Ernennung zum königlichen Drucker für Griechisch nie schriftlich belegt wurden. Es ist nur anhand seiner Druckwerke nachvollziehbar, dass Robert Estienne seinen Titel Imprimeur ès lettres hebraiques et latines du Roy nach etwa sechsmonatiger Amtszeit in den Titel Imprimeur du Roy verkürzte und diesen dann unlimitiert verwendete.

### Herausgaben zwischen 1539 und 1550
Estienne war nun verstärkt damit beauftragt, Arbeiten von berühmten Protegés, königlichen Publizisten oder höfischen Beamten zu publizieren. Ausgaben seiner Biblia erschienen erst wieder nach Beendigung der Anstellung als königlicher Drucker. Zahlreiche Ausgaben brachte er kleiner und damit sowohl handlicher als auch kostengünstiger heraus. Bei all den Publikationen dieser Periode kam hinzu, dass die Pariser Autoren und Verleger seit den frühen 1540er Jahren durch die strenge Zensur der Pariser Sorbonne stark eingeschränkt wurden.

### Das Leben am Hof
Estienne galt als Persona grata am französischen Hof, und es ist beachtlich, inwieweit seine Berühmtheit während seiner Anstellung als königlicher Drucker am Hof stetig wuchs und gleichzeitig seine Popularität an der theologischen Fakultät immer mehr abnahm. Estienne pflegte viele Beziehungen zu Autoren am Pariser Hof, so zu Joachim du Bellay und Jean du Bellay, zu Guillaume Petit, Guillaume Budé und Pierre du Chastel. Die an die Öffentlichkeit gerichteten Vorworte wurden bei seiner Anstellung als königlicher Drucker mit Lobeshymnen auf den König aufgestockt. Der Drucker wurde zum königlichen Machtinstrument und zum Kanal, durch den die königliche Gefälligkeit die Öffentlichkeit erreichte. Estienne sah seine Funktion als königlicher Drucker darin, dem Volk Verantwortung und Erklärung entgegenzubringen. Als Gegenleistung genoss er durch den König Gefallen und Protektion, gekoppelt mit der Erlaubnis, später das Land zu verlassen.

## Einschränkungen der Drucker im 16. Jahrhundert

### Privileg und Piraterie
Im Paris des 16. Jahrhunderts gab es noch kein modernes Urheberrecht. Man konnte vom Staat nur ein Privileg zum Schutze seiner Arbeiten erhalten, welches befristet galt. Seit etwa 1510 war der Gerichtshof Parlement de Paris hierfür als Lizenzstelle anerkannt. 1536 ließ Estienne erstmals den Hinweis „cum privilegio“ vor eine Arbeit setzen, die nicht von ihm selbst stammte. Das Seminarium seines Bruders, des Anatomen und Naturforschers Charles Estienne (* um 1505; † 1564) wurde so für einen Zeitraum von zwei Jahren vor Kopien geschützt.
Il est permis audict Robert Estienne imprimer ledict petit livret intitulé Seminarium arborum. Et defences à tous autres de l’imprimer, ne vendre autres que ceulx qui seront faictz par ledict Robert Estienne dedans deux ans prochainement venans. Faict le sixiesme jour de May, M.D.XXXVI. J.J. De Mesmes.
Ab 1539, als er als königlicher Drucker angestellt wurde, erhielt Robert Estienne für seine neuen Druckausgaben sowie für Neuauflagen vergangener Ausgaben, beispielsweise für La Manière de tourner les verbes von 1526, das königliche Privileg für 5 bis 10 Jahre.

### Zensur durch die Sorbonne
Zu Beginn der Karriere von Robert Estienne wurde in Frankreich ein Gesetz erlassen, das es allen Verlegern verbot, irgendein neues Werk zu veröffentlichen, ehe es die Zensur der zuständigen Fakultät der Pariser Sorbonne durchlaufen hatte.
Estienne war bereits 1523 von der Sorbonne angegriffen worden, als er zusammen mit seinem Stiefvater Simon de Colines eine griechische Ausgabe des Neuen Testaments herausgegeben hatte, die sich als handlicher und korrekter erwies als jede zuvor erschienene Ausgabe.
Zuerst wurde jedes Werk von vier libraires jurés durchgesehen, die verpflichtet waren, die Ergebnisse dem Rektor und den Dekanen der drei nächsthöheren Fakultäten zu melden, die wiederum zwei Mitglieder der zuständigen Fakultät zur Durchsicht der Bücher ernennen sollten. Die Beauftragten waren verpflichtet, eine Kopie jedes Buchs mit einem Vermerk des Gutachtens bei sich zu behalten. Für Estienne war diese strenge Zensur der endgültige Anlass, das Land zu verlassen. Eine Liste aller 65 zensierten Bücher wurde am 19. August 1546 von John André, einem der vier Vorsitzenden der libraires jurés, verfasst. Dieser Liste gingen bereits zahlreiche Verkaufsverbote voraus.

### Verkaufsverbot derBiblia
Die Theologen der Pariser Sorbonne verboten die Ausgabe Estiennes nicht nur wegen seiner Veränderung des überlieferten Textes, sondern vor allem wegen seiner textkritischen und sonstigen Anmerkungen, der Glossaren und der Indizes. Angesichts des Verbotes erklärte sich Estienne bereit, Korrekturen zu allen durch die Zensur der bemängelten Stellen ans Ende seines Werks zu drucken. Trotz seines Titels als Imprimeur du Roy musste Estienne sich 1547 einem weiteren Verbot des Drucks und des Verkaufs seiner Bibeln fügen. Als Franz I. in diesem Jahr starb, konnte Estienne ohne seinen Protektor den Anfeindungen der Sorbonne kaum noch standhalten.
Gegen ein weiteres Verbot einer seiner Bibelausgaben wehrte Estienne sich durch ein Pamphlet Ad censuras theologorum parisiensium responsio, das er 1552 in lateinischer und dann auch französischer Sprache druckte.

## Übersiedlung in die Schweiz

### Konversion zum Calvinismus
1549 unternahm Estienne Reisen nach Genf, Lausanne und Zürich, bereits mit dem Gedanken im Hinterkopf, Frankreich zu verlassen. Bei seinen Aufenthalten beeindruckten ihn vor allem die reformierten Gemeinden. Estienne war ein Bewunderer des französischstämmigen Reformators Johannes Calvin, dessen Werke er seit seinem Umzug nach Genf publizierte. 1550 trat Robert Estienne zum Calvinismus über und forderte seine Kinder testamentarisch auf, es ihm gleichzutun. In Genf kaufte er sich bald darauf ein Haus. Die Witwe von Guillaume Budé mit ihren fünf Kindern sowie Estiennes Stiefbruder Conrad Badius zogen ebenfalls nach Genf. 1556 erhielt Estienne in Genf das Bürgerrecht.

### Produktion und Zensur
Seine größte Herausforderung war es beim Umzug, die in Paris bereits gut etablierte Druckerei nach Genf umzusiedeln. Von den Matrizen der Grecs du Roy sicherte er sich Duplikate und nahm sie mit nach Genf.
Bei Estiennes Ankunft hatte sich in Genf bereits ein aktives Druck- und Verkaufsgewerbe etabliert, wobei man durch die ständigen Neuankömmlinge bereits von einem Überbedarf an Buchhändlern und Druckhandwerkern sprechen konnte. Von den über 18 Druckbetrieben in Genf besaßen allerdings nur zwei weitere Firmen vier Pressen; durchschnittlich befanden sich in den anderen Betrieben lediglich eine oder zwei Maschinen.
1551 veröffentlicht Estienne eine griechische Ausgabe des Neuen Testaments, bei dem er erstmals die bis heute noch gültige Verseinteilung des Bibeltextes einführte. Ein Jahr darauf druckt Estienne in Genf mit Hilfe seines Stiefbruders Conrad Badius eine französische Version des Neuen Testaments.
Nach seinem Umzug nach Genf 1550 produzierte Estienne allerdings nur noch etwa sechs Bücher im Jahr.
Auch in Genf existierte eine Zensur, aber in wesentlich humanerer Form als in Paris. Offiziell gründete man die Zensur-Instanz im Sommer 1539, um einen hohen Standard an Korrektheit zu garantieren. Demnach sollte niemand etwas drucken dürfen, das keine Lizenz durch den Gemeinderat erhalten hatte. In Paris hingegen hatte die strenge Zensur für Aufruhr gesorgt. Das Verbot von unentschuldbar hohen Buchauflagen und die gewaltsame Hartnäckigkeit, mit der bei der Zensur vorgegangen wurde, ließen bedeutende Druckhandwerker ins Ausland emigrieren. Paris war dabei, seine Vormachtstellung in der Buchproduktion zu verlieren.

### Estiennes Hinterlassenschaft
Der Sohn Henri wurde von Robert Estienne als universeller Erbe ernannt, so dass er das Haus und die Druckerei erben sollte. Mit ihm begann Estienne in Genf die Arbeit an dem Thesaurus linguae graecae, die Henri nach dem Tod des Vaters zu Ende führte.
Seine Söhne Robert II und Charles II hatten ohne die väterliche Zustimmung geheiratet und waren entgegen dem Willen des Vaters nach Frankreich zurückgekehrt. In Paris wurde Roberts Bruder Charles Estiennes, der Roberts Erbe als Imprimeur du Roy antrat, zu ihrem gesetzlichen Vormund ernannt und erreichte für die Brüder die Herausgabe des beschlagnahmten Besitzes ihres Vaters.
Robert II begann daraufhin 1556, die alte Druckerei seines Vaters in der Rue Jean-de-Beauvais in Paris unter dem Symbol des Olivenbaums weiterzuführen.
Am 7. September 1559 starb Robert Estienne.
Der Name der einflussreichen Druckerfamilie lebt heute in der Ècole supérieure Estienne des arts et des industries graphiques in Paris weiter.
Eine bis heute fortwirkende Leistung Estiennes ist die Einteilung des Neuen Testaments in Verse, die er erstmals 1551 in einer griechisch-lateinischen Ausgabe des Neuen Testamentes veröffentlichte und die sich rasch auch in anderen Bibel-ausgaben durchsetzte.

## Schriften
- La maniere de tourner en langue françoise les verbes actifs, passifs, gerondifs, supins et participes, aussi les verbes impersonnels. Paris 1526.
- Biblia. Paris 1528.
- Dictionarium seu Latinae linguae Thesaurus. Paris 1531.
- Dictionarium Latinogallicum. Paris 1538.
- Dictionaire Francois–latin. Contenant les motz & manieres de parler Francois, tournez en Latin. Paris 1539, ersch. 1540.
- Dictionarium propriorum nominum virorum, mulierum, populorum, idolorum, urbium, fluviorum, montium, caeterorumque locorum quae passim in libris prophanis leguntur. Paris 1541.
- Dictionariolum puerorum. Paris 1542.
- Les mots francois. Paris 1544.
- Novum Testamentum. Genf 1551.
- Ad Censvras Theologorum Parisiensium, quibus Biblia à Roberto Stephano typographo Regio excusa calumniosè notarunt eiusdem Roberti Stephani responsio. Genf 1552.
- Le Nouveau Testament : C'est a dire, La Nouvelle alliance de nostre Seigneur Jesus Christ, Tant en Latin qu'en François: les deux traduictes du Grecs, respondantes l’une à l’autre, verset à verset, notez par nombres. Genf 1552.
- La Bible, Qui est toute la Saincte Escripture contenant le Vieil et Nouveau Testament ou Alliance. Genf 1553.
- Biblia utriusque Testamenti. Genf 1557.
- Traicte de la grammaire francoise. (vermutl. Genf) 1557. Traicté de la grammaire francoise (1557), hrsg. von Colette Demaizière, Paris 2003